# RifJet
RifJet anciennement Tanjair est une compagnie aérienne marocaine. Elle dessert 21 destinations[réf. nécessaire] (Maroc,  France, Gibraltar,  Portugal,  Pays-Bas et Espagne). 
Elle a été l'objet d'une affaire d'escroquerie révélée le 27 juin 2009,.

## La Flotte
(octobre 2010).
Si vous disposez d'ouvrages ou d'articles de référence ou si vous connaissez des sites web de qualité traitant du thème abordé ici, merci de compléter l'article en donnant les références utiles à sa vérifiabilité et en les liant à la section « Notes et références ».
- 02x A319   CN-RTA  CN-RTB
- 04x A320   CN-RUA  CN-RUB  CN-RUC  CN-RUD
- 02x A321   CN-RTK  CN-RTL
- 01x A300-600F   TF-ELB (cn 659) en location Islandflug Cargo

## Destinations

### Afrique
Maroc
- Al Hoceima - Aéroport Al Hoceima - Cherif Al Idrissi
- Casablanca - Aéroport Mohammed V - Casablanca
- Marrakech - Aéroport Marrakech - Menara
- Nador - Aéroport Nador - Al Aroui
- Tanger - Aéroport Tanger - Ibn Batouta

### Europe
Espagne
- Almeria - Aéroport de Almeria[4]
- Barcelone - Aéroport international de Barcelone
- Barcelona-Reus - Aéroport de Reus[4]
- Gérone - Aéroport de Gérone-Costa Brava
- Madrid - Aéroport international de Madrid-Barajas[4]
- Malaga - Aéroport de Malaga[4]
- Palma de Mallorca - Aéroport de Palma de Mallorca
- Séville - Aéroport de Séville[4]
- Valence- Aéroport de Valence

Royaume-Uni
- Gibraltar - Aéroport de Gibraltar[4]

Portugal
- Lisbonne - Aéroport de Portela[4]

France
- Paris - Aéroport de Paris-Orly[4]
- Marseille - Aéroport de Marseille Provence[4]

Belgique
- Bruxelles - Aéroport de Bruxelles[4]

Pays-Bas
- Amsterdam - Aéroport  Schiphol[4]

Allemagne
- Cologne/Bonn - Aéroport  Konrad Adenauer[4]